# 5423-as mellékút (Magyarország)
Az 5423-as mellékút egy szűk 10 kilométeres hosszúságú, négy számjegyű mellékút Csongrád-Csanád vármegye területén; Balástya nyugati külterületeitől húzódik Szatymazig.

## Nyomvonala
Balástya külterületén indul, a település központjától több kilométerre nyugatra, az 5422-es útból kiágazva, annak nagyjából az 5+500-as kilométerszelvényénél, dél-délkeleti irányban. Kevéssel a harmadik kilométere után szeli át Szatymaz határát, majd 4,9 kilométer után felüljárón keresztezi az M5-ös autópályát, nem messze annak 151. kilométerétől. Alig száz méternyire halad el a sztráda szatymazi pihenőhelyétől, amelynek mindkét pályairányú oldalával szilárd burkolatú összeköttetése is kiépült, áthajtani mégsem lehet az 5423-asról az autópályára vagy fordítva, mert az összeköttetés fizikai akadállyal (kapuval) le van zárva. 8,8 kilométer után éri el a belterület északi szélét, ahol elhalad a Cegléd–Szeged-vasútvonal Szatymaz vasútállomása mellett, és a Vasút utca nevet veszi fel. Így is ér véget, a központ közelében, beletorkollva a 4525-ös útba, annak a 6+350-es kilométerszelvénye közelében. Végpontjától alig több mint száz méterre keletre indul az 5424-es út, mely Szatymaz központjától Szeged határszéléig (az 5-ös főútig) vezet.
Teljes hossza, az országos közutak térképes nyilvántartását szolgáló kira.gov.hu adatbázisa szerint 9,629 kilométer.

## Települések az út mentén
- Balástya
- Szatymaz